# آرتور لانگ باتم (بازیکن فوتبال)
آرتور لانگ باتم (انگلیسی: Arthur Longbottom؛ ۳۰ ژانویهٔ ۱۹۳۳ - ۱۵ سپتامبر ۲۰۲۳) بازیکن فوتبال اهل بریتانیا بود.
از باشگاه‌هایی که در آن بازی کرده‌است می‌توان به باشگاه فوتبال کویینز پارک رنجرز، باشگاه فوتبال کولچستر یونایتد، باشگاه فوتبال آکسفورد یونایتد، باشگاه فوتبال میلوال، و باشگاه فوتبال پورت ویل اشاره کرد.